# Сухиня (Польща)
Сухиня (пол. Suchynia) — село в Польщі, у гміні Красник Красницького повіту Люблінського воєводства.
Населення — 518 осіб (2011).

## Демографія
Демографічна структура станом на 31 березня 2011 року:
|          | Загалом | Допрацездатний вік | Працездатний вік | Постпрацездатний вік |
| -------- | ------- | ------------------ | ---------------- | -------------------- |
| Чоловіки | 255     | 56                 | 171              | 28                   |
| Жінки    | 263     | 53                 | 141              | 69                   |
| Разом    | 518     | 109                | 312              | 97                   |